# Philippe Renault
Pas d'image ? Cliquez ici
Philippe Renault est un pilote automobile français, né le 26 juin 1959 à Aix-en-Provence. Il a été champion de France de Formule Renault en 1981. 

## Résultats en Championnat de France de Formule Renault
| Année | Équipe     | Chassis      | Moteur  | Courses | Victoires | Podiums | Pole Positions | Tours plus rapides | Classement | Points |
| ----- | ---------- | ------------ | ------- | ------- | --------- | ------- | -------------- | ------------------ | ---------- | ------ |
| 1980  | Écurie Elf | Martini MK30 | Renault | 12      | 0         | 2       | 0              | 0                  | 7e         | 61     |
| 1981  | Écurie Elf | Martini MK33 | Renault | 14      | 8         | 11      | 7              | 5                  | 1er        | 164    |

## Résultats en Championnat de France de Formule 3
| Année | Équipe      | Chassis      | Moteur     | Courses | Victoires | Podiums | Pole Positions | Tours plus rapides | Classement | Points |
| ----- | ----------- | ------------ | ---------- | ------- | --------- | ------- | -------------- | ------------------ | ---------- | ------ |
| 1982  | ROT Elizabé | Martini MK37 | Alfa Romeo | 5       | 0         | 4       | 0              | 0                  | 5e         | 58     |

| Année | Équipe     | Chassis      | Moteur     | Grand Prix de Monaco | Victoires | Podiums | Pole Positions | Tours plus rapides | Classement | Points |
| ----- | ---------- | ------------ | ---------- | -------------------- | --------- | ------- | -------------- | ------------------ | ---------- | ------ |
| 1982  | Écurie Elf | Martini MK37 | Alfa Romeo | 1                    | 0         | 0       | 0              | 0                  | 15e        | 0      |

## Résumé des résultats de carrière
| Courses | Victoires | Podiums | Pole Positions | Tours plus rapides | Pourcentage de victoires | Pourcentage de podiums |
| ------- | --------- | ------- | -------------- | ------------------ | ------------------------ | ---------------------- |
| 42      | 8         | 18      | 7              | 5                  | 19%                      | 42,9%                  |

## Résultats aux 24 Heures du Mans
En 1984, Philippe Renault participe à la première de ses deux participations à la légendaire épreuve d’endurance mancelle au volant d’une Porsche 928 qu’il partage avec Raymond Boutinaud, le propriétaire de la voiture, et Gilles Guinand. Ils termine la course à une honorable 22e place au classement général. Pour la Porsche 928, c’est sa deuxième et dernière participation. En effet, si la Porsche 924 a connu une version compétition développée par le constructeur allemand pour les 24 Heures du Mans (trois voitures d'usine en 1980), l'engagement de la 928 est quant à lui, une initiative totalement privée de la part de Raymond Boutinaud. Celui-ci a préparé la 928 dans son atelier de préparation Porsche à Villeneuve-Saint-Georges, en région parisienne. 
| Année | Équipe                        | Voiture        | Moteur / Pneus                                | N°  | Coéquipier             | Coéquipier               | Classement   | Tours / Distance / Moyenne / Meilleur temps              | Cause d’abandon                  |
| ----- | ----------------------------- | -------------- | --------------------------------------------- | --- | ---------------------- | ------------------------ | ------------ | -------------------------------------------------------- | -------------------------------- |
| 1984  | Raymond Boutinaud (de)        | Porsche 928 S  | Porsche 4 664 cm3 V8 à 90°/Michelin           | 107 | Raymond Boutinaud (de) | Gilles Guinand           | 22e          | 255 tours / 3 475,990 km / 144,830 km/h / 4 min 27 s 700 |                                  |
| 1993  | / Georgia Automotive Mig Tako | Mig Tako M 100 | Motori Moderni 3 500 cm3 V12 Bi-turbo/Pirelli | 99  | Pierre Honegger        | Giampiero 'Peo' Consonni | Non qualifié | Qualifications : 50e (136,322 km/h / 5 min 59 s 150)     | Voiture et pilotes non qualifiés |